# اعلان (فیلم ۲۰۰۵)
اعلان (به هندی: Elaan) یا اخطار فیلمی است محصول سال ۲۰۰۵ و به کارگردانی ویکرام بات است. در این فیلم بازیگرانی همچون راهول خانا، میتون چاکرابورتی، آمیشا پاتل، جان آبراهام، لارا دوتا، آرجون رامپال، چانکی پاندی، آسرانی ایفای نقش کرده‌اند.